# Prvenci
Prvenci – wieś w Słowenii, w gminie Markovci. W 2018 roku liczyła 218 mieszkańców.